# 布里恩诺
布里恩诺（義大利語：Brienno）是意大利科莫省的一个市镇。总面积9.1平方公里，人口421人，人口密度46.3人/平方公里（2009年）。ISTAT代码为013030。